# Julian von Moos
Julian von Moos (Salmsach, 1º aprile 2001) è un calciatore svizzero, attaccante del Servette.

## Caratteristiche tecniche
Gioca come centravanti, risulta un attaccante molto mobile dato che può giocare anche come esterno d'attacco. Spicca in velocità e dribbling mentre non eccelle nel duello aereo.

## Carriera

### Club
Cresciuto nel settore giovanile del Basilea, debutta in prima squadra il 25 maggio 2019 in occasione dell'incontro di Super League vinto 4-1 contro il Neuchâtel Xamax dove realizza anche la sua prima rete.
Il 7 febbraio 2020 passa in prestito al Fc Will dove in Challenge League segna 7 goal e 3 assist in 13 presenze. Al termine del prestito rientra al Basilea dove resta per una stagione trovando spazio a gara in corso.
Dal 1º luglio 2021 passa in prestito al Vitesse per una stagione, dove trova poco spazio per imporsi giocando soprattutto nella squadra giovanile del club olandese.
Il 3 gennaio 2022 passa a titolo definitivo al San Gallo. Trova subito spazio giocando 15 partite, segnando 4 goal e 5 assist in Super League e ripetendosi su discreti numeri anche nella stagione 2022-2023.
Il 4 giugno 2024 diventa ufficiale il suo trasferimento al Servette, dopo esser rimasto svincolato dal San Gallo, con cui firma un contratto valido fino al 30 Giugno 2027.

### Nazionale
Ha debuttato nella Svizzera Under-15 per poi proseguire tutta la trafila delle giovanili Under 16-17-18-19-20, prima di approdare nella Svizzera Under-21.

## Statistiche
Statistiche aggiornate al 8 dicembre 2024.

### Presenze e reti nei club
| Stagione          | Squadra           | Campionato        | Campionato | Campionato | Coppe nazionali | Coppe nazionali | Coppe nazionali | Coppe continentali | Coppe continentali | Coppe continentali | Altre coppe | Altre coppe | Altre coppe | Totale | Totale | Totale |
| Stagione          | Squadra           | Comp              | Pres       | Reti       | Comp            | Pres            | Reti            | Comp               | Pres               | Reti               | Comp        | Pres        | Reti        | Pres   | Reti   |        |
| ----------------- | ----------------- | ----------------- | ---------- | ---------- | --------------- | --------------- | --------------- | ------------------ | ------------------ | ------------------ | ----------- | ----------- | ----------- | ------ | ------ | ------ |
| 2018-2019         | Basilea II        | 1Lp               | 20         | 2          | -               | -               | -               | -                  | -                  | -                  | -           | -           | -           | 20     | 2      |        |
| 2019-feb. 2020    | Basilea II        | 1Lp               | 13         | 1          | -               | -               | -               | -                  | -                  | -                  | -           | -           | -           | 13     | 1      |        |
| 2018-2019         | Basilea           | ASL               | 1          | 1          | CS              | 0               | 0               | -                  | -                  | -                  | -           | -           | -           | 1      | 1      |        |
| 2019-feb. 2020    | Basilea           | ASL               | 1          | 0          | CS              | 0               | 0               | -                  | -                  | -                  | -           | -           | -           | 1      | 0      |        |
| feb.-giu. 2020    | Wil               | ChL               | 13         | 7          | CS              | 0               | 0               | -                  | -                  | -                  | -           | -           | -           | 13     | 7      |        |
| 2020-2021         | Basilea II        | 1Lp               | 4+4        | 0+1        | -               | -               | -               | -                  | -                  | -                  | -           | -           | -           | 8      | 1      |        |
| Totale Basilea II | Totale Basilea II | Totale Basilea II | 37+4       | 3+1        |                 | -               | -               |                    | -                  | -                  |             | -           | -           | 41     | 4      |        |
| 2020-2021         | Basilea           | ASL               | 15         | 0          | CS              | 0               | 0               | UEL                | 2                  | 0                  | -           | -           | -           | 17     | 0      |        |
| Totale Basilea    | Totale Basilea    | Totale Basilea    | 17         | 1          |                 | 0               | 0               |                    | 2                  | 0                  |             | -           | -           | 19     | 1      |        |
| 2021-gen. 2022    | Vitesse           | ED                | 5          | 0          | CO              | 0               | 0               | UECL               | 2                  | 0                  | -           | -           | -           | 6      | 0      |        |
| gen.-giu. 2022    | San Gallo         | ASL               | 15         | 4          | CS              | 2               | 0               | -                  | -                  | -                  | -           | -           | -           | 17     | 4      |        |
| 2022-2023         | San Gallo         | ASL               | 21         | 4          | CS              | 2               | 3               | -                  | -                  | -                  | -           | -           | -           | 23     | 7      |        |
| 2023-2024         | San Gallo         | ASL               | 23         | 1          | CS              | 2               | 1               | -                  | -                  | -                  | -           | -           | -           | 25     | 2      |        |
| Totale San Gallo  | Totale San Gallo  | Totale San Gallo  | 59         | 9          |                 | 6               | 4               |                    | -                  | -                  |             | -           | -           | 65     | 13     |        |
| 2024-2025         | Servette          | ASL               | 15         | 0          | CS              | 2               | 3               | UEL+UECL           | 1+2                | 0                  | -           | -           | -           | 20     | 3      |        |
| Totale carriera   | Totale carriera   | Totale carriera   | 150        | 21         |                 | 8               | 7               |                    | 7                  | 0                  |             | -           | -           | 165    | 28     |        |